# 建胜镇
建胜镇，是中华人民共和国重庆市大渡口区下辖的一个乡镇级行政单位。

## 行政区划
建胜镇下辖以下地区：
白居寺社区、新雨社区、建新社区、回龙桥社区、百佳园社区、建路社区、四胜村、建路村、四民村、民胜村、群胜村和新建村。